# 重ね合わせの原理

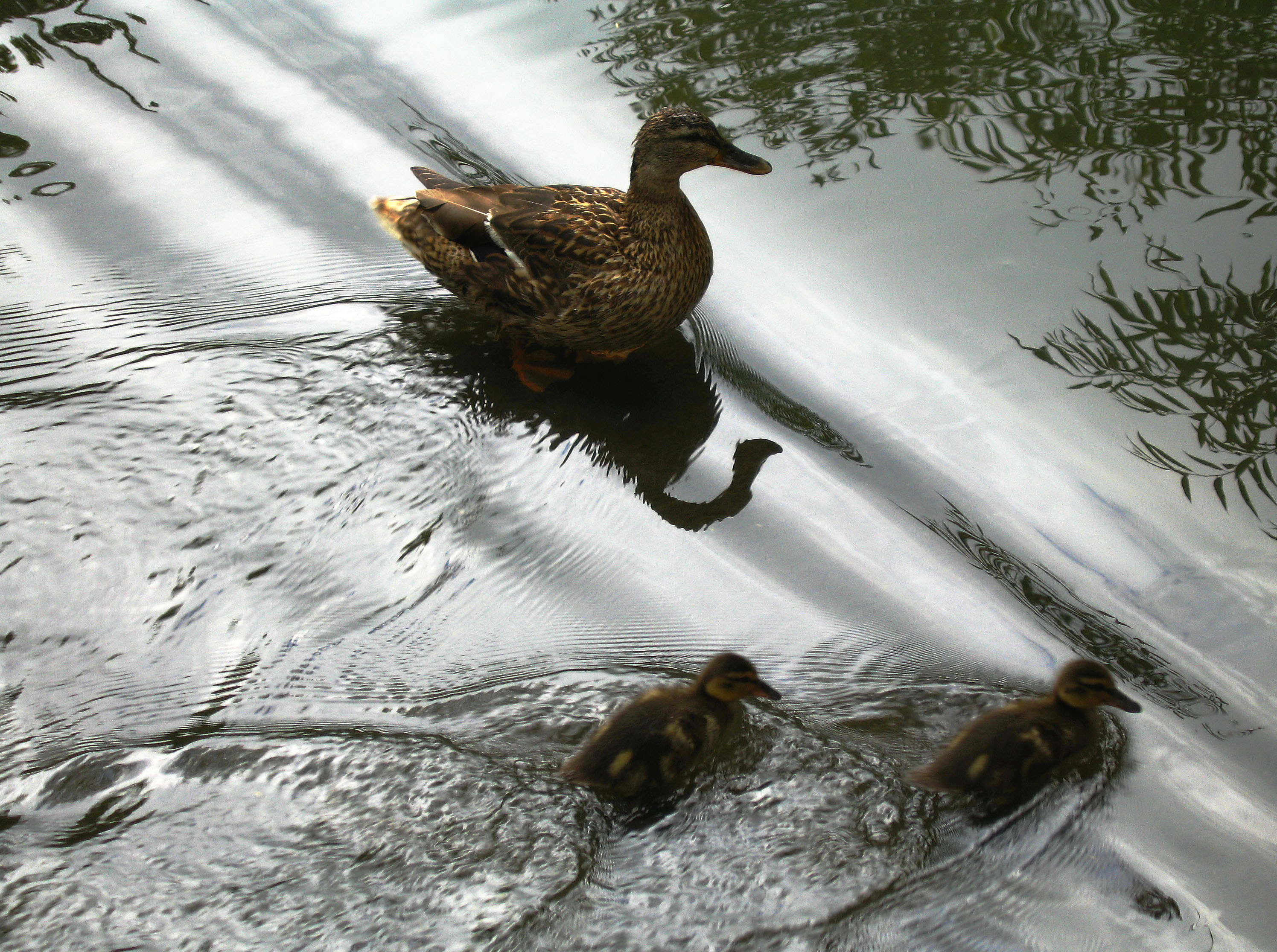
遠い波源から伝わってきた平面波的な波（斜めの筋）と、マガモが作る航跡波の重ね合わせ。水面波において、線形性は波長と比べて振幅が小さい波に対してのみ近似的に成り立つ。

物理学およびシステム理論における重ね合わせの原理（かさねあわせのげんり、英:  superposition principle）とは、線形な系一般に成り立つ特徴的な原理。二つ以上の入力が同時に与えられた時に系が返す応答が、それぞれの入力が単独に加えられた場合に返される応答の総和となることをいう。つまり、入力 A に対して応答 X が返され、入力 B に対して応答 Y が返されるならば、入力 ( A + B ) に対して返される応答は ( X + Y ) である。
重ね合わせの原理が成り立つためには、加法性および斉次性の二つの性質が必要十分である。以下のような性質を持つ写像（線形写像）はそのような性質を持つものの一つである。
{\displaystyle {\begin{aligned}F(x_{1}+x_{2})&=F(x_{1})+F(x_{2})&{\text{: 加  法  性  }}\\F(ax)&=aF(x)&{\text{: 斉  次  性  }}\end{aligned}}}
x, x1, x2は線型空間の要素（ベクトル）であり,  a はスカラーである。入力に対して応答を対応付ける写像をFとすれば, 線型系の応答を表す写像は上の2式を満たす。
多くの物理系は線形系としてモデル化できるため、重ね合わせの原理が適用できる例は物理学・工学に数多い。たとえば、はりは荷重を入力、たわみを応答とする線形系としてモデル化できる。線形系は数学的に解析が容易だという点で重要性が高く、フーリエ変換やラプラス変換のような周波数領域への線形変換、線形作用素理論など、多数の数学的技法が適用可能である。ただし、物理系の線形性は近似的にしか成り立たないこともある。そのような場合は重ね合わせの原理は真の物理的振る舞いの近似でしかない。
重ね合わせの原理はいかなる線形系においても適用できる。代数方程式、線形微分方程式およびそれらの方程式系は一例である。入力と応答になりうるのは、数、関数、ベクトル、ベクトル場、時間変化する信号など、ベクトル空間の公理系を満たす数学的対象であれば何でもよい。ベクトルやベクトル場を問題にする場合、重ね合わせとはベクトル和を指す。

## フーリエ解析や類似の方法との関係
線形系に対するごく一般的な入力を、単純な形式を持つ項の重ね合わせとして表現すると、応答が計算しやすくなることが多い。
例えば、フーリエ解析では入力を無限個の正弦関数の重ね合わせとして表現する。重ね合わせの原理が成り立つ場合、正弦関数を個別に解析してそれぞれの応答を計算することができる（この場合、応答は入力と等しい周波数を持つ正弦関数である。ただし、一般に振幅と位相は等しいとは限らない）。重ね合わせの原理により、入力全体に対する応答は個々の正弦波応答の総和（もしくは積分）で与えられる。
もう一つの例として、グリーン関数法においても、入力は無限個のインパルス関数の重ね合わせとして表され、これに対する応答はインパルス応答の重ね合わせとなる。
フーリエ解析は特に波動の解析に広く用いられている。例えば、電磁気学において、普通の光は平面波（周波数、偏光状態、進行方向が定まった波）が多数重ね合わされたものとして記述される。重ね合わせの原理が成り立つ限り（成り立たない場合については非線形光学を参照）、いかなる光の性質も、より単純な平面波の性質の重ね合わせとして理解することができる。

## 波の重ね合わせ

同じ媒質を逆方向に伝播する二つの波を線形に重ね合わせた様子。このアニメーションのように二つの波が等しい波長・振幅を持っていた場合、定常波が作られる。

通常、波はあるパラメータの時間的・空間的な変動として記述される。あるパラメータとは、水波では水面の高さ、音波では圧力、光波では電磁場である。パラメータの平衡値からのずれをここでは変位と呼ぶ。与えられた時間・空間に対して変位の値を返す関数が波である。
いかなる物理系においても、ある時刻における波形（変位の空間分布）は、波源（波動に影響を与える外力など）の条件および初期条件（初めの波形）のもとで微分方程式を解いて求められる。多くの場合（古典的な波動方程式など）、波動を記述する方程式は線型性を持っており、重ね合わせの原理が成り立つ。つまり、同一の空間を二つ以上の波が伝播するとき、合成波の変位は個々の波が独立に作る変位の和となる。たとえば、二つの波が直線上を互いに逆方向に進んでいるとき、それぞれの波は互いに影響を与え合うことなくすれ違いながらパラメータを変動させていく（図参照）。

### 波の干渉
干渉という現象は波の重ね合わせに基づいている。二つ以上の波が同一の空間を進んでいるとき、空間各点における正味の変位は個々の波が作る変位の和となる。ノイズキャンセリングヘッドホンなどでは合成波の振幅は個々の成分よりも小さくなる。このような場合を「弱め合う干渉」と呼ぶ。他方でラインアレイスピーカーなどでは合成波の振幅が個々の成分より大きくなる。この場合「強め合う干渉」と呼ばれる。
| 合成波 |                               |                               |
| 波 1   |                               |                               |
| 波 2   |                               |                               |
|        | 波1と2が同相 （強め合う干渉） | 波1と2が逆相 （弱め合う干渉） |

### 回折か、干渉か
リチャード・ファインマンは『ファインマン物理学』において、波の干渉と回折はどちらも重ね合わせから生じるものであって、本質的な違いはないと述べた。少数の波源からの波の重ね合わせを論じるときは慣習的に「干渉」が用いられ、波源が多数であれば「回折」と呼ばれがちであるに過ぎない。この論を進めれば、干渉と回折は同一の効果の両極だといえる。はっきり区別できる少数のコヒーレントな波源の重ね合わせは干渉と呼ばれ、一つの波面を無数のコヒーレントな波源の重ね合わせとして表すとき、その効果は回折と呼ばれる。
一方で、干渉と回折という概念が不分明なのは波面の分割と振幅の分割の区別が意識されていないためだ、という主張も存在する。ヤングの二重スリット実験やフラウンホーファー回折のように、一つの波の波面を分割して作った複数のコヒーレントな波源を干渉させる場合、それは回折に近い。これに対し、マイケルソン干渉計のように振幅を分割して作ったコヒーレントな波源を干渉させる場合、回折と見なされることはまれである。

### 線型性からの逸脱
現実に近い物理モデルの多くは、波の支配方程式は近似的にしか線型ではない。そのようなシチュエーションでは重ね合わせの原理も近似的にしか成り立たないが、波の振幅が小さいほど近似の精度が高くなるという規則が存在する。重ね合わせの原理が成り立たないときに起きる現象の例については、非線形光学および非線形音響学の項目を参照のこと。

### 量子的な重ね合わせ
量子力学では、ある種の波の伝播や振る舞いを計算することが最重要な問題である。この波は波動関数によって表され、その振る舞いを規定する方程式はシュレーディンガー方程式と呼ばれる。ある波動関数の振る舞いを計算する基本的なアプローチは、定常状態と呼ばれるシンプルな性質を持つ波動関数を複数（時には無限個）重ね合わせたものとして書き表すことである。シュレーディンガー方程式は線形なので、問題の波動関数の振る舞いは定常状態の振る舞いの重ね合わせとして計算できる。
量子力学的な状態はヒルベルト空間のベクトルだと見なされることが多い。しかし、量子状態を基底ベクトル等のベクトルの重ね合わせとして表す場合、重ね合わされたベクトル間の相対位相にのみ物理的意味があると考えられており、ある状態に絶対値1の複素位相因子 eiθ をかけても同じ状態だと解釈される。また、向きは同じで絶対値のみが異なるベクトルは同じ量子状態を表す。つまり、量子状態はベクトルではなく、ヒルベルト射影空間の元、すなわち射線で表される。射線とはあるベクトルを複素定数倍したものをすべて同値と見なす同値類である。ただし、量子状態を重ね合わせる場合には相対位相が異なる重ね合わせは異なる量子状態となるため、位相情報を失った射線の間に「重ね合わせ」は定義できず、適当な位相を持ったベクトルを用いる必要がある。実際ディラックは、射線ではなく位相を持ったブラベクトルやケットベクトルを重ね合わせることによって量子状態を表現している。それにもかかわらずディラックは射線の考えに基づき「量子力学において見られる重ね合わせは、古典理論における重ね合わせとは本質的に異なった性質を持つ」と述べているが、例えば、偏光状態を表すブロッホ球（ポワンカレ球）は古典偏光状態も量子偏光状態（量子ビット状態）も表すことができ、古典偏光状態と量子ビット状態は一対一に対応する。

## 境界値問題
よく見られるタイプの境界値問題は、抽象的に表せば、境界条件
{\displaystyle G(y)=z}
のもとで方程式
{\displaystyle F(y)=0}
を満たす関数 y を見つけるというものである。たとえば、ディリクレ境界条件のもとでラプラス方程式を解く場合、 F はある領域 R におけるラプラシアンにあたり、 G は y を R の境界に制限する演算子、 z は R の境界において y が等しくならなければならない関数を意味する。
 F および G がどちらも線形演算子である場合には、方程式F( y ) = 0の解の線形重ね合わせがやはり方程式の解となる、という形で重ね合わせの原理が成り立つ。
{\displaystyle F(y_{1})=F(y_{2})=\cdots =0\ \Rightarrow \ F(y_{1}+y_{2}+\cdots )=0}
このとき境界値も加算される。
{\displaystyle G(y_{1})+G(y_{2})=G(y_{1}+y_{2})}
そのため、方程式の解のリストが与えられれば、解を適当に重ね合わせることで境界条件を満たす解を作り出すことができる。これは境界値問題を解くアプローチとして一般的なものである。

## その他の応用例
- 電気工学において、線型回路に対する入力（時間変化する電圧信号を印加したもの）は線型変換によって出力（回路の任意の点における電流ないし電圧）に変換される。したがって、複数の入力信号を重ね合わせた場合、応答の重ね合わせが返される。この原理に基づくフーリエ解析の手法は非常に広く用いられている。詳しくは重ね合わせの原理 (電気回路)を参照。
- 物理学におけるマクスウェルの方程式によれば、電荷や電流の空間分布（時間変化があっても構わない）とそれらが作る電場や磁場は線型変換によって関連付けられる。したがって、与えられた電流や電荷の分布から場を求める際には重ね合わせの原理を用いて計算を単純化できる。この原理は熱伝導方程式をはじめとする線形微分方程式一般に適用できる。
- 機械工学では、組み合わせ荷重がはりや建造物に与えるたわみを求めるときに重ね合わせの考え方が用いられる。ただし荷重の効果は線型でなければならない。つまり、個々の荷重がほかの荷重の効果に影響せず、荷重が構造系の形状を著しく変化させることがない場合に限る[10]。このほか、モード重ね合わせ法では個々の振動モードの固有振動数と形状を用いて線型な構造物の動的応答を解析する[11]。
- 水文地質学では、理想的な帯水層から複数の井戸によって水をくみ上げているときの水位低下に重ね合わせの原理が適用される。
- プロセス制御においては、モデル予測制御に重ね合わせの原理が用いられる。
- 非線形系の既知の解からのずれを線型化法によって解析しているときにも重ね合わせの原理が適用できる。
- ジョセフ・シリンガーが発表した音楽理論、シリンガー・システム（英語版）におけるリズム理論は一種の重ね合わせの原理に基づいている。

## 歴史
レオン・ブリルアンによると、重ね合わせの原理（「振動系の運動は、一般に系の固有振動の重ね合わせで与えられる」）を1753年に初めて提唱したのはダニエル・ベルヌーイであった。重ね合わせの原理を認めると、いかなる関数も三角関数の重ね合わせとして表現できることになる。この定理が強力すぎると考えたオイラーおよびラグランジュは重ね合わせの原理に対して懐疑的な立場を取った。後になって、重ね合わせの原理は主にジョゼフ・フーリエの研究を通じて一般に認知されるようになった。